# أحوال القبر (إب)

تعديل مصدري - تعديل

أحوال القبر محلة تابعة لقرية المربض، التابعة لعزلة البحريين بمديرية إب إحدى مديريات محافظة إب في الجمهورية اليمنية.، بلغ تعداد سكانها 25 حسب تعداد اليمن لعام 2004.